# 日産・N7
N7は、東風日産によって中国市場向けに製造・販売されているセダン型の二次電池式電気自動車（BEV）である。

## 概要
2024年4月、北京モーターショーにてコンセプトカー「日産エポック・コンセプト」を公開。2024年11月15日に広州モーターショーにて市販モデルを公開し、2025年4月27日より販売開始。東風日産の新しいモジュラーアーキテクチャーを採用するミッドサイズセダンで、日産の中期計画「The Arc」に含まれるモデルのひとつである。一部報道では日産の完全独自開発ではなく、東風汽車の電動セダン「eπ007」をベースにしているとされる。
ボディサイズはアルティマよりもやや大きく、4ドアセダンでありながら緩やかなルーフでクーペ風の印象を与えるとともにCd値0.208を実現している。フロントフェイスには710個の高出力LEDと日産ブランドを象徴するVモーションデザインを採用している。インフォテイメントシステムには「Qualcomm Snapdragon 8295プロセッサー」を搭載し、東風日産とモメンタ社で共同開発したADAS「ナビゲート・オン・オートパイロット」を搭載している。
駆動用バッテリーは容量58 kWhと73 kWhのリチウム鉄リン酸バッテリーが採用され、モーターはフロントに搭載し前輪を駆動する。航続距離は中国独自のCLTCモードで58 kWhバッテリー搭載で510キロメートル以上、73 kWhバッテリー搭載で最大635キロメートルとなる。充電は残量10％から80％までを約19分間で充電可能である。
グレードは58 kWhバッテリー搭載で出力160 kWの「510 Air」「510 Pro」「510 Max」、73 kWhバッテリー搭載で出力200 kWの「625 Pro」「625 Max」の計5グレードを展開する。発売時の価格はエントリーグレードの「510 Air」で11.99万元（約236.2万円）、最上級グレードの「625 Max」でも14.99万元（約295.3万円）でライバル車種と比べ安価な価格帯を実現している。